# Bulbophyllum thompsonii
Bulbophyllum thompsonii är en orkidéart som beskrevs av Henry Nicholas Ridley. Bulbophyllum thompsonii ingår i släktet Bulbophyllum och familjen orkidéer. Inga underarter finns listade i Catalogue of Life.